# 佳波芽依
佳波 芽依（かなみ めい、12月8日 - ）は日本の女優、映画監督である。愛称はメイ。兵庫県尼崎市出身。前所属劇団はスクエア。

## 出演

### 映画
- LADY　GO（2010年、ガノンフィルムズ、監督：太田真博）-ゆか役
- Dear my...（2011年、監督：山本公明）
- ウェディング（2011年、監督：山口文秀）-南田香織役
- 邪魔するな（2012年、監督：板倉善之）-泉先生役[1]

- 蒼白者　A　Pale Woman(2013年、カプリコン・フィルム、監督：常本琢招）
- FLY TO MINAMI 恋するミナミ（2013年、Duckbill Entertainment、監督：リム・カーワイ）-なんでも屋店長役
- GET　BACK　NIGHT（2013年、監督：山田剛志）-結婚式場スタッフ役
- めいど前ひまり（2013年、監督：奥本はじめ）-成美役
- 螺旋銀河（2014年、リトルモア/ヨアケ、監督：草野なつか）-田村役
- 清潔（2014年、オサカナフィルム、監督：佳波芽依）
- 園田という種目（2015年、松田真子、ガノンフィルムズ、監督：太田真博）-曽根慶美役
- 見栄を張る（2016年、監督：藤村明世）-サクラの女優軍団A役
- 家族のかたち（2016年、監督：川本竜平）-高野絵里役)[2]
- アイ　ターン（2017年、監督:山口智宏-吉田奈緒役）[3]

### 舞台
- 黄色いパラソルと黒いコウモリ傘（1996年、尼崎市演劇祭）-ヒロイン・女１役
- THE POLICE（1997年、アルカイックオクト）-西野由里役
- E・R・O～エゴでもロックでもありません。オ××ーです～（2009年、LOXODONTA BLACK）-百合子役
- 彼女の欲しいモノ（2009年、中津vi-code)-主演・京子役
- 君の白いモノ（2009年、中津vi-code）-七海役
- 浮遊少女（2010年、中崎町MOVE FACTORY）-秋子役
- ピートの箱（2010年、中津ミノヤホール）－さやか役
- 彼女の欲しいモノ・再演（2010年、インディペンデントシアター1st)-主演・京子役
- リトル・チャロ(2011年、新神戸オリエンタル劇場　監修:わかぎゑふ　演出：岡部尚子)‐父役[4]
- 天川村の三人姉妹（2011年、インディペンデントシアター2nd、脚本： A.チェーホフ、演出：中屋敷法仁）-マーシャ役
- 言い訳と言い草と言い分と言い逃れ（2011年、パニックラビット）－ゲスト出演
- ワンサ（2012年、ABCホール、脚本：森澤匡晴、演出：上田一軒）-寺前静香役

## 監督作品
- 清潔（2014年、主演　真弓・奈須崇）

## CM
- うどん・出雲そば たまき(2018年）